# Volvoverken i Halifax
Volvoverken i Halifax var en monteringsanläggning i Halifax, Nova Scotia i Kanada som öppnades 1963 och var länge den enda monteringsanläggning Volvo haft i Nordamerika, tills man 2015 bestämde sig för att bygga en ny fabrik i South Carolina. Anläggningen byggdes för att minska fraktkostnaderna och överbrygga klyftan mellan Nordamerika och Volvos huvudkontor och största fabrik (Torslandaverken) i Göteborg. 1998 beslutade Volvo att stänga sin monteringsanläggning i Halifax och den sista bilen rullade av bandet under våren 1997.[källa behövs] Fabriken hade cirka 225 anställda vid nedläggningen.

## Modeller
- Volvo PV544
- Volvo 120
- Volvo 140
- Volvo 240
- Volvo 740
- Volvo 760
- Volvo 940
- Volvo S70 och Volvo V70 = 8200 enheter 1997